# Helmholtzschule (Frankfurt am Main)
Die Helmholtzschule ist ein Gymnasium im Stadtteil Ostend von Frankfurt am Main. An der Schule werden etwa 900 Schüler von etwa 80 Lehrkräften unterrichtet. Namensgeber der Schule ist der Physiker Hermann von Helmholtz. Die Schule hat eine Vielzahl renommierter Persönlichkeiten hervorgebracht, darunter auch überregional bekannte Namen.

## Lage

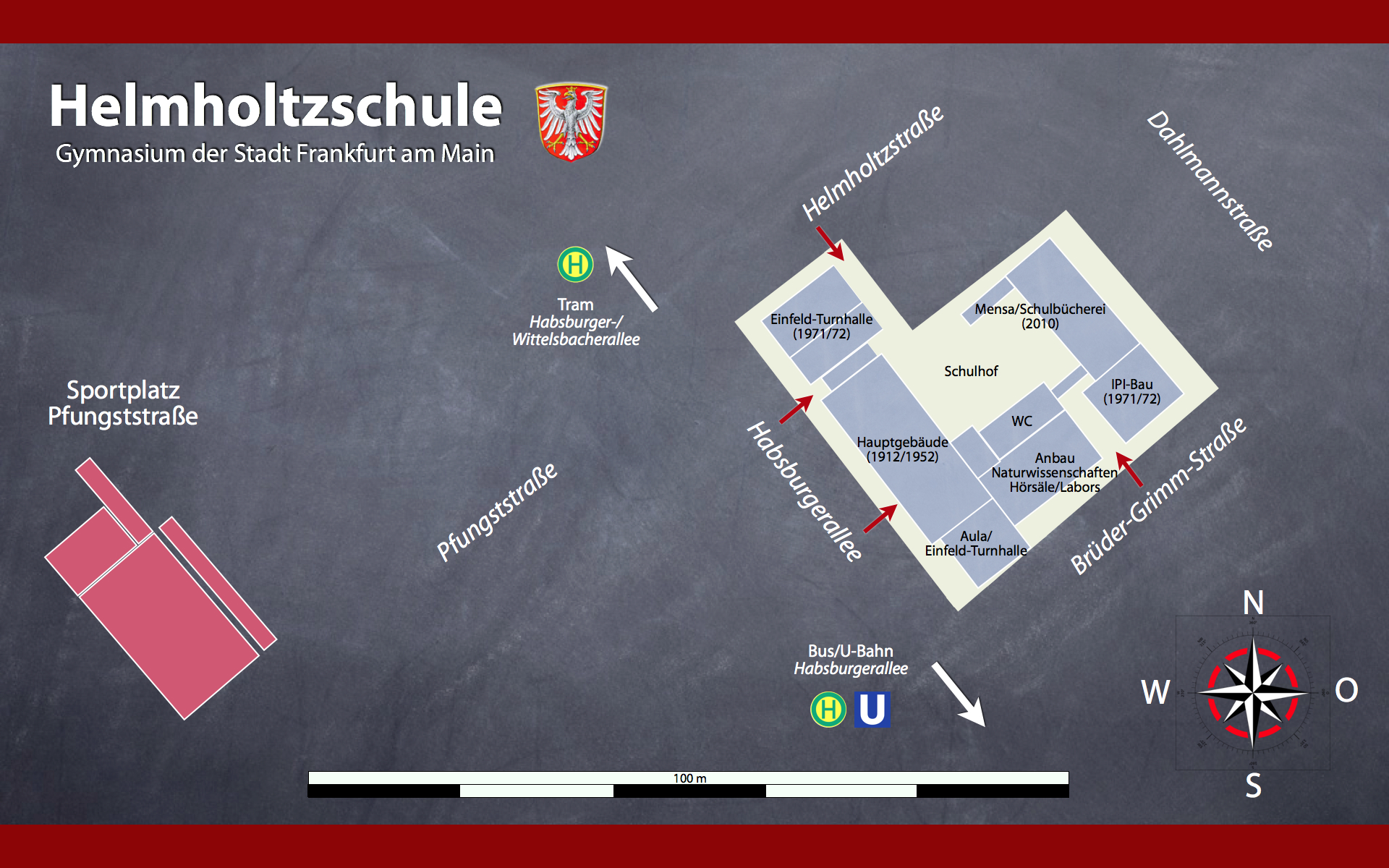
Lageskizze und bauliche Situation der Helmholtzschule, Stand Februar 2012

Die Helmholtzschule wurde in einem dicht besiedelten Wohngebiet des Frankfurter Ostends errichtet, in dem seit Ende des 19. Jahrhunderts auch Industrie- und Gewerbegebäude bestanden, z. B. die nahegelegene Seifen- und Parfümfabrik J. G. Mouson & Cie. (ab 1881) im Bergweg (heute: Waldschmidtstraße) oder der nahegelegene Industriebetrieb der Naxos-Union (ab Mitte der 1870er Jahre) in der Wittelsbacherallee. Die Helmholtzschule liegt im Carrée zwischen der Habsburgerallee im Südwesten, der Helmholtzstraße im Nordwesten, der Dahlmannstraße im Nordosten und der Brüder-Grimm-Straße im Südosten. Direkt vor dem Haupteingang der Schule in der Habsburgerallee bergen die als Hügel umgestalteten Grünanlagen einen Teil des Trümmerschutts des Bombenkrieges. Diese Grünanlagen dienen auch als Flucht- und Sammelpunkt für Schüler und Lehrer, z. B. bei Probealarmen.

## Profil und Aktivitäten
Die Schule hat diverse Schwerpunkte. Neben den Naturwissenschaften gibt es das Angebot zum Erwerb besonderer Sprachzertifikate in Französisch und Englisch. Die Gesellschaftswissenschaften nehmen regelmäßig mit Erfolg an Wettbewerben teil. Seit September 2006 werden eine fünfte und sechste Klasse in einer speziellen „Bläser-Klasse“ auf einem Blasinstrument nach Wahl ausgebildet.
Schon seit Jahrzehnten ist die Schülervertretung für ihr zumeist linksliberales politisches Engagement bekannt. Durch eine Protestaktion gegen die vom hessischen Kultusministerium entwickelte Unterrichtsgarantie (plus) sowie gegen allgemeine Studiengebühren hatten die Schüler im September 2006 landesweit für Aufsehen gesorgt.

### Unterrichtsfächer

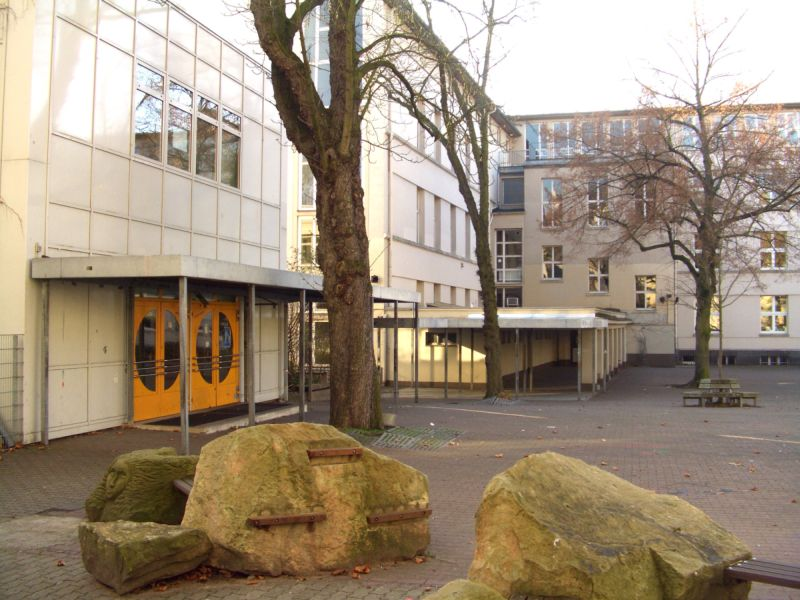
Teilansicht der Helmholtzschule vom Schulhof aus, Ende 2006. Dieser Blick ist heute wegen des Mensa-Erweiterungsbaus nicht mehr möglich. Links: Eingang zum IPI-Bau (errichtet 1971/72), links dahinter: Anbau mit naturwiss. Hörsälen und Laboren, quer dazu rechts: Teilansicht des Hauptgebäudes

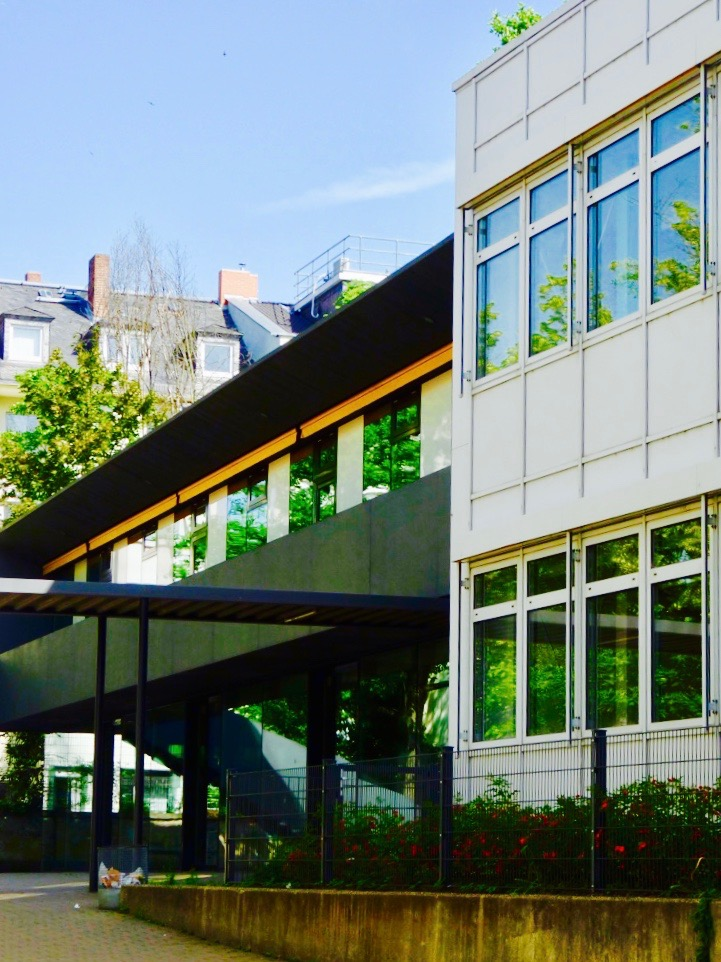
Links: Mensa mit Bibliothek; rechts: IPI-Bau

(Quelle: )
| Fachbereich I | Fachbereich II         | Fachbereich III | Fachbereich IV |
| ------------- | ---------------------- | --------------- | -------------- |
| Deutsch       | Politik und Wirtschaft | Biologie        | Sport          |
| Englisch      | Erdkunde               | Chemie          |                |
| Französisch   | Ethik                  | Physik          |                |
| Latein        | Geschichte             | Informatik      |                |
| Spanisch      | Ev. Religion           | Mathematik      |                |
| Kunst         | Kath. Religion         |                 |                |
| Musik         |                        |                 |                |

### Arbeitsgemeinschaften
(Quelle: )
- Garten-AG
- Informatik-AG
- Big Band ||
- Jazz-Rock-Ensemble
- BNE
- Tischtennis-AG
- Big Band |
- Schülerinitiative
- Buchclub
- Schach-AG ||
- Schulsanitäter-AG
- Zoo-AG
- CAE
- Schach |

Im Jahr 2006 wurde das Jungen-Team der Helmholtzschule Hessenmeister im Basketball und belegte beim Bundesfinale im Schulwettbewerb Jugend trainiert für Olympia in Berlin den vierten Platz.
Im Fußball wurde die Mädchenmannschaft der Helmholtzschule mehrfach Stadt-, Bezirks- und Hessenmeister. 2002 qualifizierten sie sich ob dieser Erfolge zum Bundesfinale im Schulwettbewerb Jugend trainiert für Olympia in Berlin und belegten bundesweit Platz vier.
Die 1989 gegründete Schach-AG nimmt regelmäßig an externen Wettbewerben teil, so an den Hessischen Schulschachmeisterschaften, dem Hessischen Schulschachpokal und dem Frankfurter Schulturnier Frankfurter Turnier Hibbdebach-Dribbdebach. Die Schüler erreichten dabei in den verschiedenen Altersklassen mehrfach das Landesfinale, zwei vierte Plätze waren die bislang größten Erfolge. Beim Frankfurter Turnier siegten sie mehrmals in Folge.
Die 1987 gegründete Theater-AG trat aus Anlass des 75-jährigen Bestehens der Helmholtzschule zunächst mit dem Stück Die Helmholtzrevue auf. Danach wagte sie sich an schwierigeren Stoff, so an Franz Grillparzer: Die Ahnfrau (1989), an Alan Ayckbourn: Frohe Feste (1990), Jean Giraudoux: Undine, die Eigenproduktionen Wärmetod (1993), Hinz und Kunz oder Es ist normal, verschieden zu sein (1995), Trafford Tanzi nach Claire Luckham (1996) oder Leonce und Lena nach Georg Büchner. 1992 und 1993 erhielt die Theater-AG der Helmholtzschule den Förderpreis bei den Hessischen Schultheatertagen in Zwingenberg, 1995 den Förderpreis der Frankfurter Sparkasse, 1996 den Förderpreis der Hessischen Kulturstiftung. Mit Leonce und Lena wurde sie 1998 zu dem vom Bundesministerium für Bildung und Forschung (BMBF) durchgeführten Theatertreffen der Jugend eingeladen und bestritt damit die Eröffnungsvorstellung.

### Partnerschulen und Austausch
Das Gymnasium engagiert sich im Comenius-Programm, in dem Schüler innerhalb der Europäischen Union für ein Jahr andere Länder besuchen.
Die Helmholtzschule hat zwei Partnerschulen, in Kanada und den USA:
- Kanada: Harry Ainlay High School, Edmonton, Alberta
- Vereinigte Staaten: Richland High School, Richland (Washington)

## Geschichte

### Organisationsform
Die Anstalt wurde 1912 als zweizügige Realschule für Knaben mit Vorschulklassen gegründet. 1919 wurde die Anstalt in eine Oberrealschule für Knaben mit naturwissenschaftlichem Schwerpunkt umgewandelt. Heute ist diese Spezialisierung entfallen. Ab 1937 wurde die Bezeichnung Oberrealschule in Deutsche Oberschule umgewandelt. In der Nachkriegszeit wurde die Helmholtzschule zum Realgymnasium für Knaben, ab 1964 ein Gymnasium für Knaben mit neusprachlichem und mathematisch-naturwissenschaftlichen Zweig, ab 1968 Gymnasium für Mädchen und Jungen.

### 1912 bis 1918

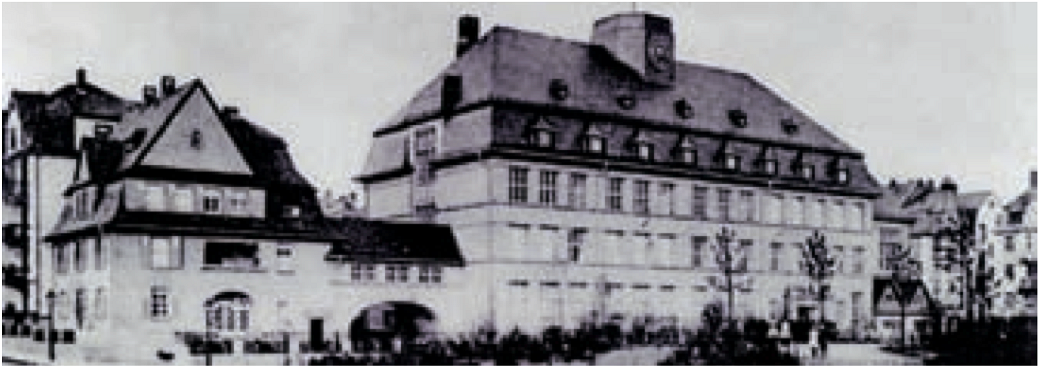
Foto aus dem Jahr 1912: Hauptgebäude der Helmholtzschule (rechts) mit Haupteingang; Annex-Bau mit Dienstwohnungen für Schuldirektor und Pedell (links), durch einen Übergang zum Zwischengeschoss zur ersten Etage mit dem Hauptgebäude verbunden. Überführung und Dienstgebäude wurden am 4. Oktober 1943 durch einen Bombentreffer zerstört.

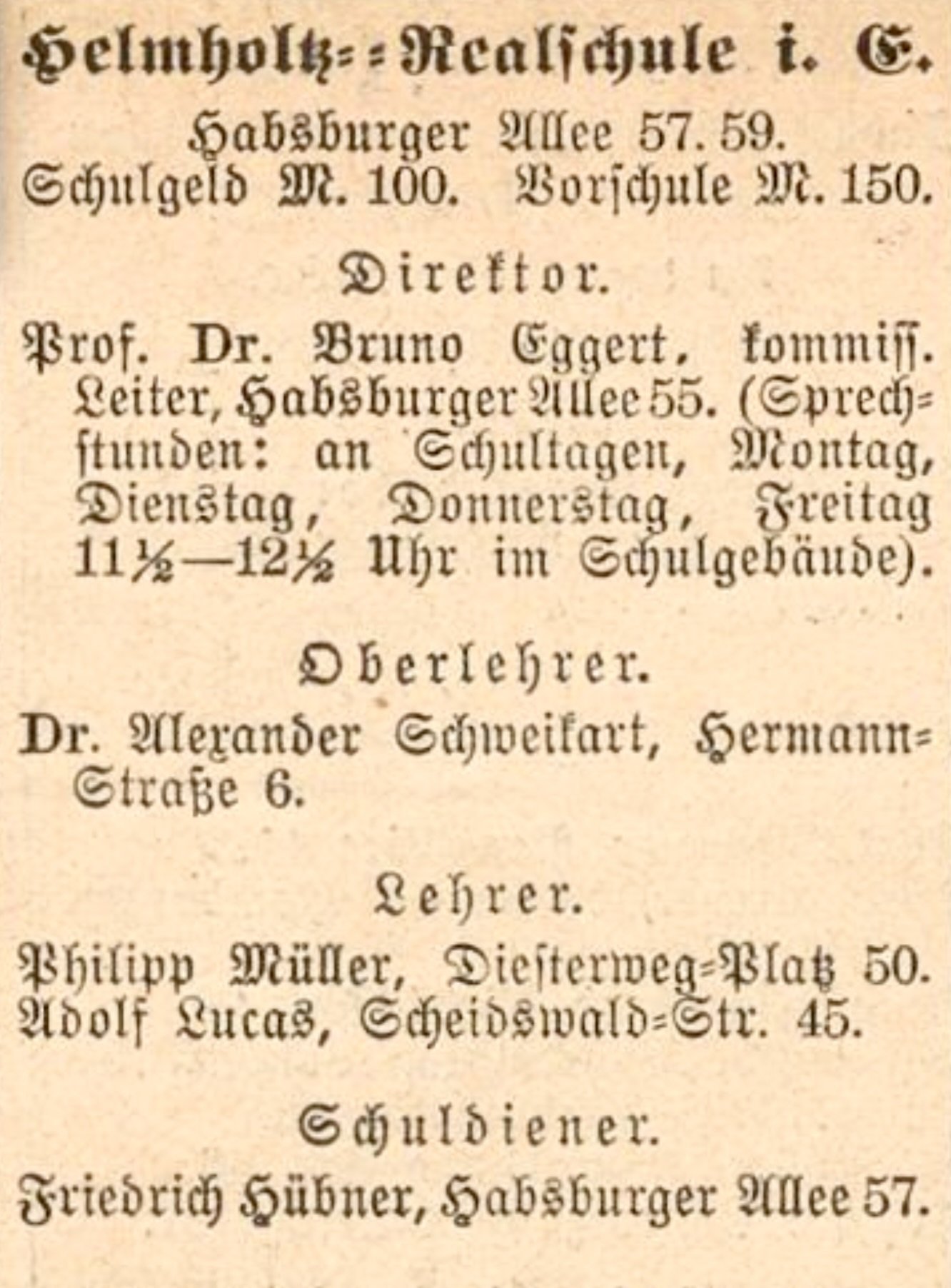
Erster Adressbucheintrag im Jahr 1913

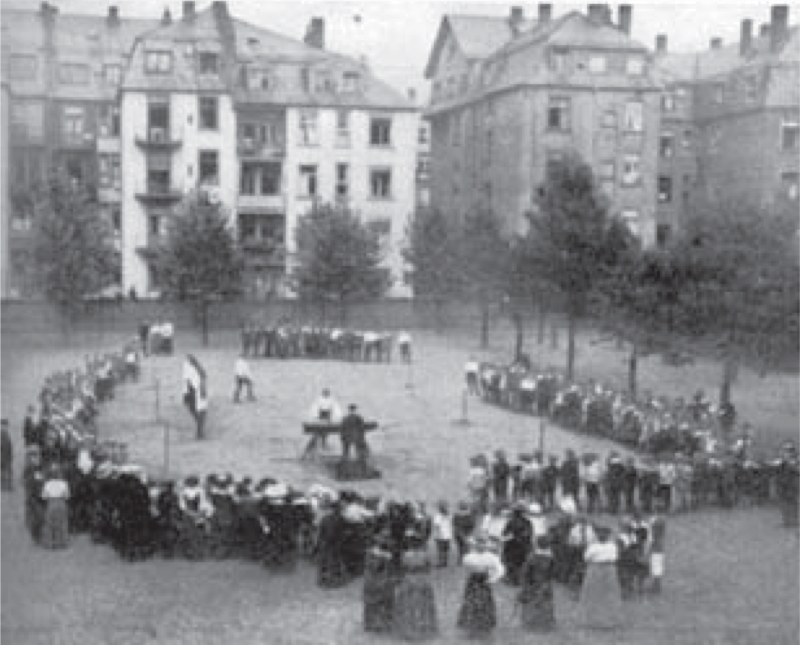
Sedantag 1916: Turnvorführung auf dem Schulhof

Nach einem Jahr der organisatorischen Vorbereitung an der bereits bestehenden benachbarten Herderschule wurde die neue Helmholtzschule am 16. April 1912 feierlich eingeweiht. Ihren Schulbetrieb startete sie mit einer Quinta (38 Schüler), einer Sexta (41 Schüler), einer 2. Vorschulklasse (17 Schüler) und einer 3. Vorschulklasse (33 Schüler). Das Schulgeld betrug regulär 100 Mark, in der Vorschule 150 Mark. Vor jedem Unterrichtsbeginn marschierten die Schüler in Zweierreihen ins Gebäude, nachdem sie den Fußabstreifer benutzt hatten, ihre je nach Jahrgang unterschiedlich gefärbten Schülermützen in den Händen hielten und nicht redeten. Allen Schülermützen gemeinsam war ein umlaufendes blaues Stoffband mit dem Namen der Schule. In den Pausen erhielten die Schüler Gelegenheit dazu, in der Milchküche Milch zu trinken, nachdem sie sich dazu beim Pedell angemeldet hatten. Im gleichen Jahr wurde der Osthafen eröffnet, die Helmholtzschüler standen deshalb im August bei der Vorbeifahrt des Kaisers stolz Spalier, als dieser den Osthafen besichtigte.
Im Schuljahr 1914/15 hatte die Helmholtzschule, die von der Bevölkerung gleich zum Start gut angenommen wurde, bereits 307 Schüler (Jungen); es mussten beispielsweise zwei Sexten (5. Klassen) eingerichtet werden. Auch 1914 begann das Schuljahr wie gewohnt nach Ostern, der Direktor gedachte zur Eröffnungsfeier des neuen Schuljahres der 50. Wiederkehr der Erstürmung der Düppeler Schanzen im Deutsch-Dänischen Krieg. Der jährliche Schulausflug fand im Mai statt, zu einer Zeit, als noch kein Schüler oder Lehrer aufziehendes Unheil ahnte. Am 1. August 1914 begann der Erste Weltkrieg, geradezu euphorisch gefeiert: „Die Kriegsbegeisterung, von der Jung und Alt ergriffen wurde, gab auch unserem Schulleben neuen Inhalt. Das Interesse an den großen Ereignissen des Tages beherrschte zeitweilig den Unterricht. Der Fortgang des Krieges wurde an erster Stelle im Klassenunterricht gewürdigt, unsere Siege wurden unter Ausfall einiger Unterrichtsstunden in der Aula mit Ansprachen und Gesängen gefeiert.“ Die Weihnachtsfeier fiel aus, aber an der Schulfeier zum Geburtstag des Kaisers (27. Januar) nahmen neben den Schülern und Lehrern auch viele Eltern teil.
In den bevorstehenden vier Kriegsjahren engagierten sich Schüler und Lehrer bei vielen Sammelaktionen für die Soldaten bzw. die Kriegswirtschaft. Zum Ende des Krieges ließen diese Aktionen jedoch immer stärker den längst verlorenen Krieg erahnen: 1918 sollten die Schüler Laub sammeln, um es den Militärdienstpferden als Ersatzfuttermittel für nicht mehr vorhandenes Heu zukommen zu lassen. Weitere Sammelaktionen umfassten z. B. Altmetall, Altpapier, Fenstergriffe aus Messing, Lumpen, Brennnesseln als Ersatz für Baumwolle, Arzneipflanzen, Teekräuter... Im Zuge der Novemberrevolution wurden die Bildnisse des Kaisers auf Beschluss des Arbeiter- und Soldatenrates vom 23. November 1918 aus allen Klassenzimmern und Amtsräumen entfernt.

### 1919 bis 1933

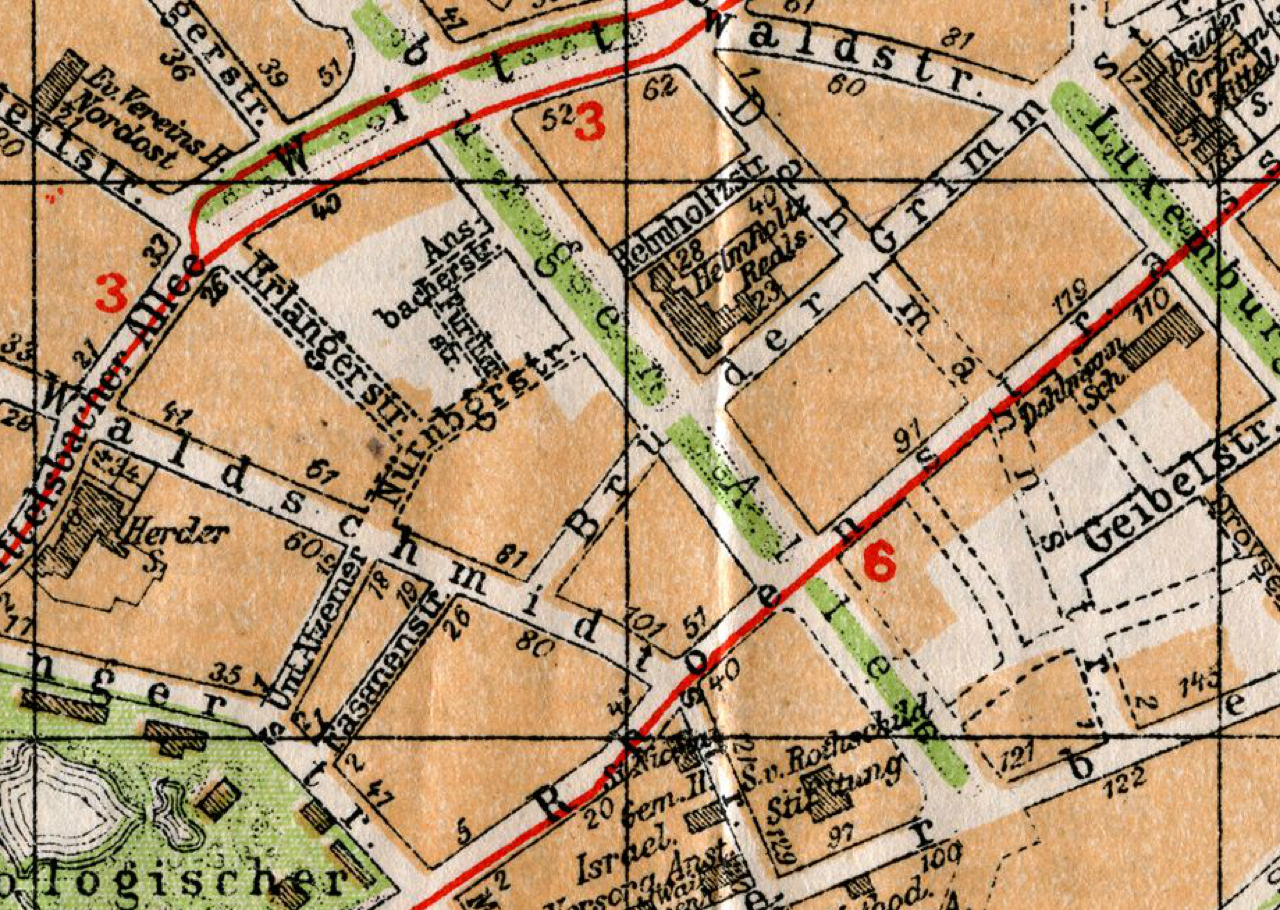
Stadtplanausschnitt von 1920: Ehemaliger Originalgrundriss inkl. Annex-Gebäude (schwarz schraffiert) und Schulhofbegrenzung

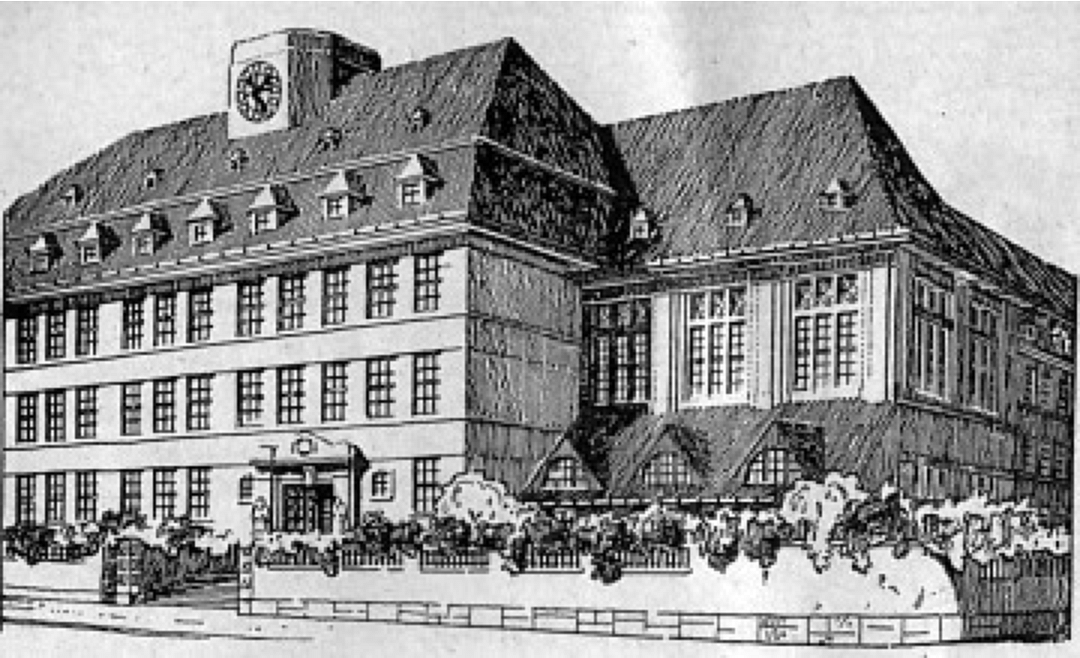
Undatierte Zeichnung, vermutl. aus den 1920er Jahren: Ursprüngliches Aussehen der Helmholtzschule bis zur Zerstörung am 4. Oktober 1943, mit hohem Walmdach und Mansarden inkl. Karzer, großer Turmuhr mit Fahnenmast sowie vorgelagertem Zugang von der Haupteingangshalle zur Empore der Turnhalle (rechts vorne) unterhalb der Aula-Fenster

Vor Ostern 1920 legten an der Helmholtzschule die ersten Schüler ihr reguläres Abitur ab. Bis zu diesem Jahr wurde auch an den Schulen in jedem Jahr Anfang September der Sedantag gefeiert, ein Erlass des Kultusministeriums vom 26. August 1920 untersagte jedoch erstmals jede Schulfeier aus diesem Anlass. Stattdessen wurde ab 11. August 1920 jährlich der Verfassungstag (Weimarer Verfassung) gefeiert. Die Kriegsfolgen waren für jeden Schüler und Lehrer spürbar, so durfte z. B. die Turnhalle nicht beheizt werden, der Turnunterricht der Schüler fand auch im Winter bevorzugt im Freien statt. Neue Unterrichtsinhalte wurden Stenographie, im Handfertigkeitsunterricht wurden Buchbinder- und Schreinerarbeiten erlernt. Erstmals gab es an der Helmholtzschule ein Frühstücksangebot, von dem 60 Schüler Gebrauch machten. Darüber hinaus boten die Quäker eine Speisung an, an der 67 Schüler teilnahmen. Mehrere Schulausflüge waren geologisch ausgerichtet. Freunde der Schule und Eltern ermöglichten bedürftigen Schülern die Teilnahme am Aufenthalt im Kinderdorf Wegscheide. Viele jüdische Schüler wechselten nach der Mittleren Reife von der Realschule für Knaben der Israelitischen Religionsgesellschaft (ab 1928: Samson-Raphael-Hirsch-Schule) zur Helmholtzschule, um dort ihr Abitur abzulegen.
Eine Unterstützungsbibliothek wurde an der Schule eingerichtet, um Schülern aus bedürftigen Elternhäusern eine Ausleihe der sonst kostenpflichtigen Schulbücher zu ermöglichen. Da nicht alle Eltern das Schulgeld aufbringen konnten, wurden an der Helmholtzschule 80 so genannte „Freistellen“ für Schüler geschaffen, die die Schule kostenlos besuchen durften. Als bahnbrechend neu und sicher ebenso verschämt wie wissbegierig werden die aus der Oberprima (OI) = Jahrgangsstufe 13 (Abitur) und der Untersekunda (UII) = Jahrgangsstufe 10 (Mittlere Reife) abgehenden Schüler seinerzeit registriert haben, dass ihnen der Schularzt nun einen vorbereitenden Vortrag über das Geschlechtsleben hielt.
1922 wurde die Helmholtzschule erstmals mit einer schwarz-rot-goldenen Flagge ausgestattet, die neben der schwarz-weißen Flagge Preußens aufgezogen werden durfte. Die schwarz-weiß-rote Flagge des Kaiserreiches hingegen wurde untersagt. 1923 führte die auf den Ersten Weltkrieg und seine Folgen zurückzuführende Hyperinflation dazu, dass der Schulbesuch eines Schülers, der Kauf eines Schulbuches oder die Teilnahme an der Schulspeisung seine Eltern erst Tausende von Reichsmark, dann Millionen und schließlich Milliarden kostete.
Im Schuljahr 1925/26 verfügte die Helmholtzschule über sechzehn Schulklassen mit 651 Schülern, im Schuljahr 1926/27 über achtzehn Klassen. Die Schule platzte aus allen Nähten, der Direktor bat daher am 14. Mai 1925 schriftlich um eine zweite Turnhalle (erst 1971/72 realisiert), um den Ausbau des Schulgebäudes nach ursprünglichem Plan sowie um einen Anbau zum Seitenflügel für den naturwissenschaftlichen Bereich. Trotz der Genehmigung dieses Antrages hatte der Magistrat der Stadt Frankfurt zu dieser Zeit nicht die Mittel dazu, die Vorhaben zu realisieren. Stattdessen wurde 1925 verfügt, dass jede höhere Schule der Stadt nur eine einzige Sexta (5. Klasse) mit maximal 55 Schülern einrichten durfte.
Zwischen Mitte und Ende der 1920er Jahre wurde der Schulgarten der Helmholtzschule angelegt und von den Schülern gepflegt. Dabei handelte es sich um ein so bezeichnetes Freiland-Aquarium mit Wasserpflanzen, umgeben von einer Verlandungszone mit entsprechender Bepflanzung sowie um Beete mit verschiedenen Gewächsen, welche die wichtigsten ökologischen Verhältnisse der Flora zeigten. Der Schulgarten war Teil des Schulhofes an der Brüder-Grimm-Straße, exakt auf dem Areal, auf dem 1971/72 der IPI-Bau errichtet wurde.

### 1933 bis 1945

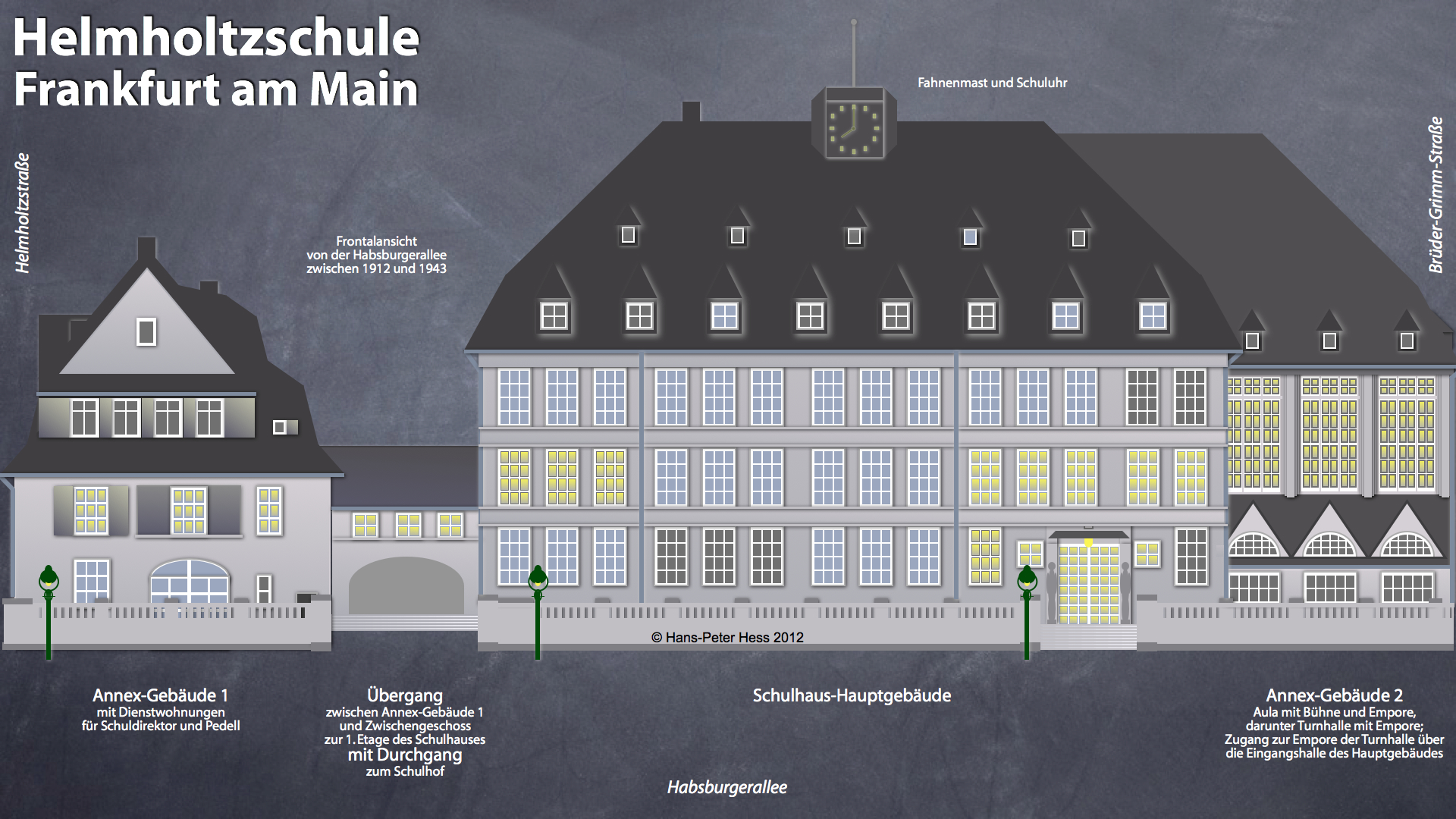
Frontalansicht der Helmholtzschule in der Zeit zwischen 1912 und 1943; Die Computergrafik basiert auf zwei historischen Fotos von 1912 und 1939

Nach dem 30. Januar 1933 änderten sich sukzessive die Bedingungen und der Charakter der Helmholtzschule. Als erste sichtbare Maßnahme verschwanden die schwarz-rot-goldenen Flaggen der Weimarer Republik und wurden auf Anordnung des Reichspräsidenten Paul von Hindenburg wieder durch die schwarz-weiß-roten Flaggen des Kaiserreiches ersetzt. Zusätzlich sollte – wo möglich – die Hakenkreuzflagge aufgezogen werden, 1935 bestätigt durch das Reichsflaggengesetz. Das am 7. April 1933 erlassene Gesetz zur Wiederherstellung des Berufsbeamtentums bildete die Grundlage für Versetzungen und Entlassungen jüdischer, sozialistischer oder pazifistischer Lehrkräfte. Unmittelbar darauf folgte am 25. April 1933 das Gesetz gegen die Überfüllung deutscher Schulen und Hochschulen, das die „Rassezugehörigkeit“ als Kriterium für den Zugang zu höheren Schulen und Hochschulen einführte. Ab dem 2. Mai 1933 hing das Bildnis von Reichskanzler Adolf Hitler neben dem des greisen Reichspräsidenten in den Schulklassen. Auszuzeichnende Schüler erhielten das Buch „Heer und Flotte“. Am 12. August 1933 wurde der Deutsche Gruß eingeführt. Alle Schüler hatten den Pflichtfilm „Sport und Soldaten“ anzusehen. Im September wurde in der Schule ein Vertrauensmann für die Hitlerjugend benannt. Ab 1. Dezember 1933 musste jeder Schüler einen Pflichtbeitrag an den Volksbund für das Deutschtum im Ausland zahlen. Die während der Weimarer Republik eingeführte sexuelle Aufklärung im Schulunterricht wurde durch ministeriellen Erlass verboten. Nach Hindenburgs Tod am 2. August 1934 hatten die Lehrer Anweisung, während des Unterrichts 14 Tage lang eine Trauer-Armbinde zu tragen.
Zwischen 1933 und 1935 nahm der NS-Lehrerbund gezielt Einfluss auf die Lehrerschaft, um diese im Sinn der Nationalsozialisten zu schulen und zu überzeugen. Im Mittelpunkt standen dabei die Vererbungs- und Rassenlehre. Nach dem Gesetz gegen die Überfüllung deutscher Schulen und Hochschulen vom 25. April 1933 halbierte sich bis 1935 die Anzahl jüdischer Schüler an öffentlichen Schulen, nach den Novemberpogromen von 1938 gab es nahezu keine jüdischen Schüler mehr, die öffentliche Schulen besuchen durften. Mehr als 70 jüdische Lehrer und Schüler der Helmholtzschule wurden während der NS-Zeit vertrieben, verfolgt, deportiert und ermordet.

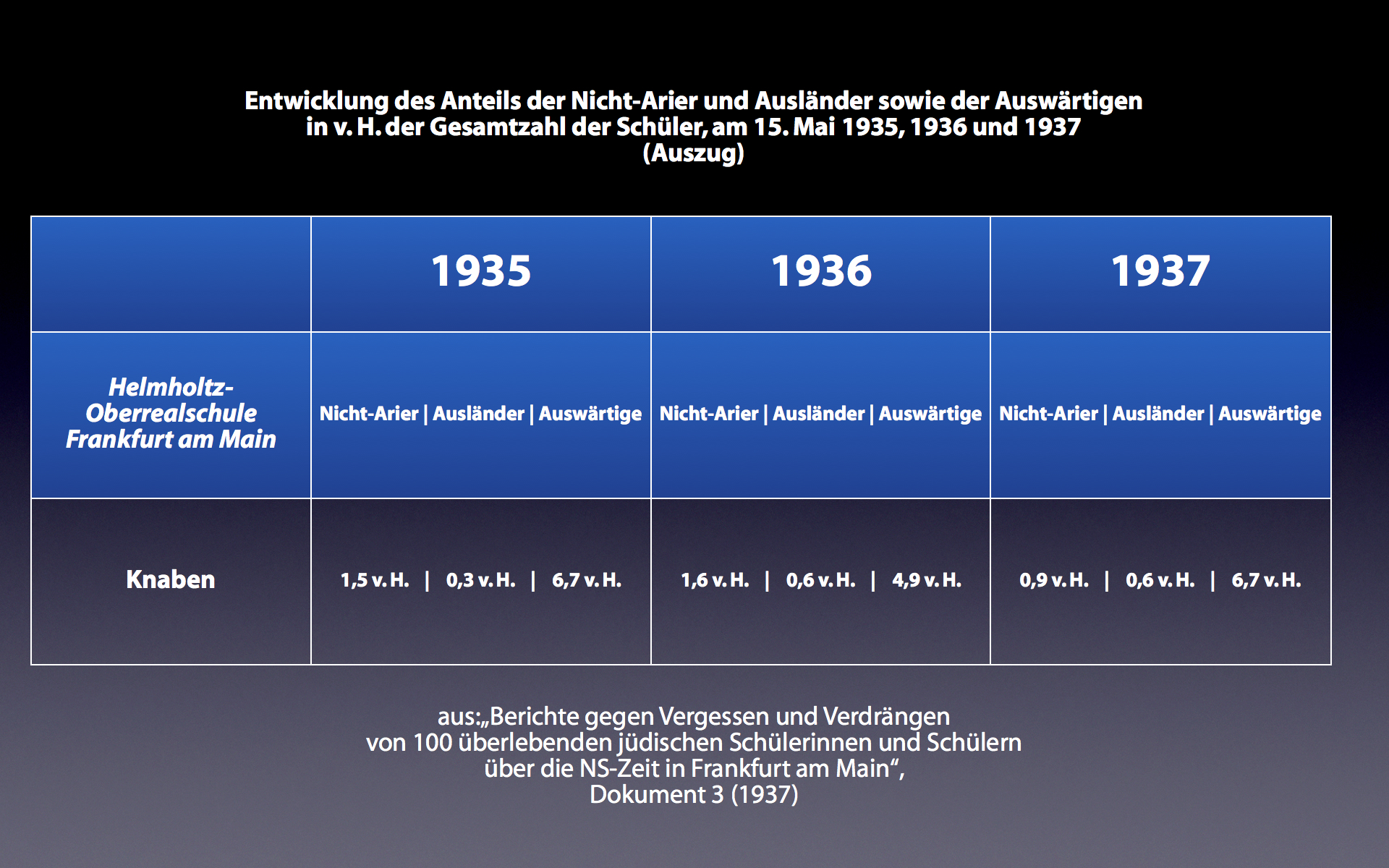
Statistische Erhebung 1935–1937: Klassifizierung nach "Nicht-Ariern", Ausländern und Auswärtigen

Ab 1936/37 standen der Kirchenkampf und „gesinnungsbildende“ Fächer wie Deutsch und Geschichte im Fokus des NS-Regimes. In zunehmendem Maß kamen die Schüler in Uniform zum Unterricht, die Hitlerjugend übte auf sie einen weit stärkeren Einfluss aus als die Schule. Im Fach Familienkunde mussten die Schüler Sippschaftstafeln und Stammbäume ihrer Familien erstellen. Im Erdkunde-Unterricht war der Heimatbegriff die Basis für den propagierten Kampf um Lebensraum, die Verteilung der „Rassen“ auf deutschem Boden und die behauptete „Weltgeltung“ der Deutschen, bei der auch die Kolonialgeschichte breiten Raum einnahm. Im Fach Chemie ging es unter anderem um sämtliche Arten von Sprengstoff, die militärisch relevant waren. In der Mathematik wurden die Textaufgaben ganz auf NS-Ideologie getrimmt, dabei ging es beispielsweise um volkswirtschaftliche Betrachtungen „unwerten“ Lebens oder militärische Berechnungen.

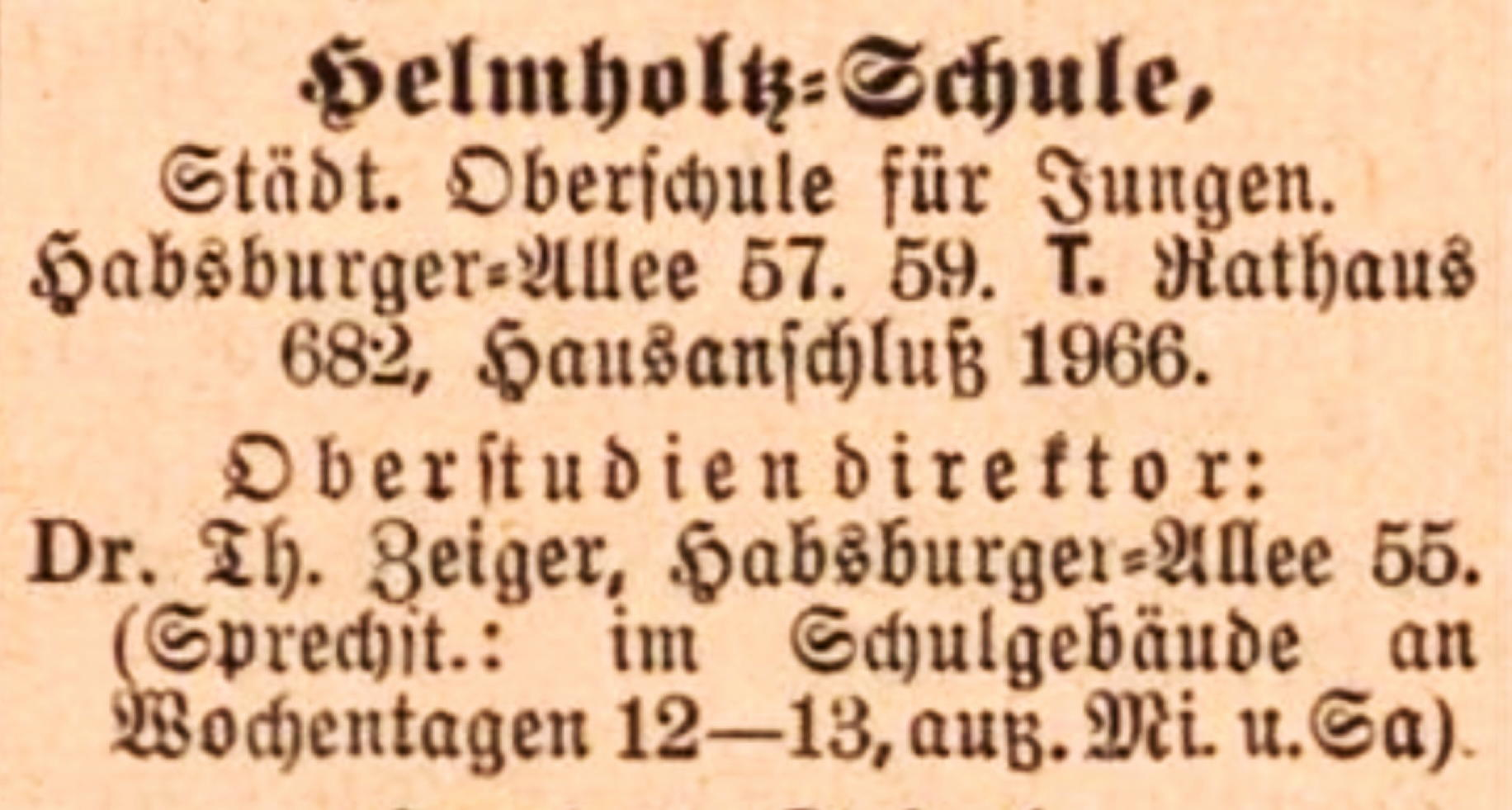
Eintrag im Frankfurter Adressbuch für 1943

Am 1. September 1939 begann mit dem Überfall auf Polen der Wehrmacht der Zweite Weltkrieg. In Siegerlaune startete die Helmholtzschule im Mai 1940 eine Serie von Feldpostbriefen an ehemalige Schüler, die nun an der Front als Soldaten kämpften. Bis November 1943 versandte die Schulleitung siebzehn solcher Feldpostbriefe an ihre Ehemaligen. Am 28. Januar 1941 plante die Schule schon für die Nachkriegszeit die Herausgabe eines Buches mit dem Titel „Die Helmholtzschule und ihre Soldaten“, ganz im Vorgriff auf den erwarteten „Endsieg“. In der Altstoffsammlung nahmen die Helmholtzschüler 1943 den 5. Rang aller Schulen in Frankfurt am Main ein. Schüler der 7. Klassen wurden als Flakhelfer eingezogen, während der auf drei Wochen reduzierten Schulsommerferien hatten Lehrer und ältere Schüler Kriegseinsatz zu leisten.
Beim ersten britisch-amerikanischen Großangriff auf Frankfurt am Main mit 400–500 Bombern in der Nacht vom 4. Oktober 1943, bei dem etwa 4.000 Sprengbomben und etwa 25.000 Brandbomben abgeworfen wurden, gehörte das Ostend zu den am schwersten betroffenen Gebieten der Stadt. Die Helmholtzschule wurde dabei schwer beschädigt, Nebengebäude und Anbauten teils völlig zerstört, darunter auch das ehemalige Treppenhaus zwischen Haupteingangshalle und Turnhalle (der Zugang war hinter dem heutigen Wandmosaik). Über die Einzelnachweise sind zwei Außenansichten der Schule aus den Jahren um 1939 und nach der Zerstörung 1943 abrufbar.

### 1945 bis 1962
Im Zweiten Weltkrieg hatte die Schule unter anderem ihr architektonisch eindrucksvolles Mansard-Walmdach mit Dachgauben, den Übergang zum ehemaligen Direktoren- und Hausmeister-Gebäude und dieses selbst eingebüßt. Bis in die 1950er Jahre hinein war der Schulalltag durch die Schäden von Bombardierungen beeinträchtigt. Turnen fand in der durch Schüler, Eltern, Hausmeister und Lehrerkollegium von Trümmern befreiten Aula statt, im Untergeschoss stand das Wasser. In der ganzen Schule gab es nur eine einzige Frau, eine Lehrerin, Anneliese Thiel, Ehefrau des späteren Direktors.
Anlässlich des 40. Bestehens der Schule wurde für den 24. Mai 1952 zu einem Bunten Frühlingsfest eingeladen. Gegenüber dem nördlichen Seiteneingang der Schule an der Ecke Helmholtzstraße/Habsburger Allee lagen die Trümmer des im Krieg zerstörten ehemaligen Wohngebäudes für den Direktor und den Hausmeister. Nach dem endgültigen Abriss und dem Abtransport des Bauschutts wurde auf dem Areal ein weiß gestrichener, ebenerdiger hölzerner Pavillon mit zwei Klassenräumen errichtet, ähnlich jenen, die heute noch von der Zentgrafenschule genutzt werden. Das Provisorium diente der Entlastung des Unterrichtsbetriebes, da noch nicht alle Unterrichtsräume des Hauptgebäudes wiederhergestellt waren. Später blieb der Pavillon durch die stetig steigenden Schülerzahlen der geburtenstarken Jahrgänge von Bedeutung. Noch Ende der 1950er Jahre mussten Schüler zum Unterricht in andere Schulen ausweichen, z. B. in die Linnéschule, zum Sport in die Turnhalle des FTV 1860 in die Pfingstweidstraße bzw. zum Schwimmen in das Hallenbad in Fechenheim.
Die 1950er Jahre standen in der Helmholtzschule ganz im Zeichen des Jazz, eine Jazz-AG wurde gegründet, über mehrere Jahre fanden die Helmholtz Springtime Jazz Festivals in der Aula statt. Aus der Jazz-AG, die in einem eigens eingerichteten Jazz-Keller der Schule probte, gingen bekannte Frankfurter Jazzmusiker (siehe Bekannte Schüler) und die Barrelhouse Jazzband hervor. In einem im Fernsehen übertragenen Wettbewerb des Hessischen Rundfunks für Schülerorchester gewann diese 1957 den Ersten Preis. Das Wandmosaik von Hans Günter König im Foyer des Hauptgebäudes entstand zum Abschluss der Wiederaufbauphase im Jahr 1958. Dabei erhielt die Schule eine weitere Etage und im Gegensatz zu dem früheren voluminösen Walmdach mit entsprechenden Lagerflächen ein kostengünstigeres abgeflachtes Dach. 1959 begann der Schüleraustausch mit Lyon, 1962 konnte das 50. Jubiläum der Schule gefeiert werden, zu dem eine Festschrift publiziert wurde.

### 1962 bis 1987

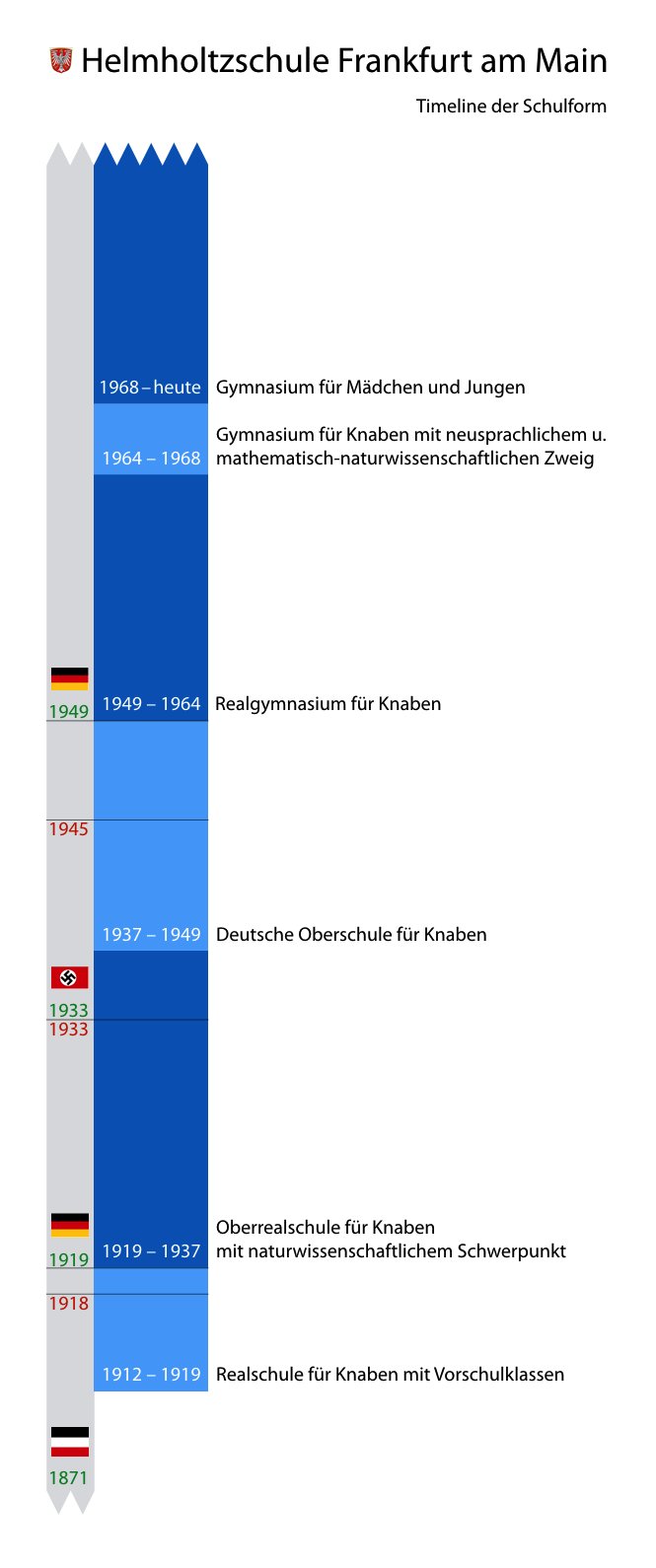
Timeline der unterschiedlichen Schulformen von der Schulgründung 1912 bis heute – in Relation zu den wesentlichen historischen Daten und Staatsformen

1966 wurde die AG Auto auf dem Schulhof gegründet, in der sich Schüler bereits vor Erreichen des 18. Lebensjahres im Autofahren und in der Autotechnik üben konnten. Die Kosten übernahm die Stadt. Ab 1. September 1968 wurde die Helmholtzschule im Rahmen des koedukativen Unterrichts auch für Mädchen geöffnet, dadurch wurden der Schule auch mehr Lehrerinnen zugeteilt. Die Mädchen waren jedoch in den ersten Jahren deutlich unterrepräsentiert (Klassenanteil 1974 beispielsweise 20 Prozent). 1969 wurde die Computer-AG gegründet, wodurch die Helmholtzschule als erste Schule Hessens über Computer verfügte. Im November 1970 stand die Schule im Mittelpunkt medialen Interesses. Die Computer-AG hatte sich mit Unterstützung von Olivetti als erste deutsche Schule überhaupt an Hochrechnungen (für die hessischen Landtagswahlen) beteiligt und lag mit ihren Prognosen sehr nah an denen des ZDF bzw. dicht am späteren amtlichen Endergebnis. Bei der dazu organisierten Wahlparty in der Aula war der hessische Kultusminister Professor Ludwig von Friedeburg anwesend und zeigte sich von den Leistungen der Helmholtzschüler sehr beeindruckt. Bei diesen hessischen Landtagswahlen kandidierten unter anderen zwei ehemalige Helmholtzschüler, Rudi Arndt und Heinz Herbert Karry als Spitzenkandidat seiner Partei. Beide waren mit ihren Kandidaturen erfolgreich, so dass Anfang der 1970er Jahre zwei Frankfurter Helmholtzschüler zeitgleich hessische Staatsminister wurden, Arndt für Finanzen, Karry für Wirtschaft und Technik.

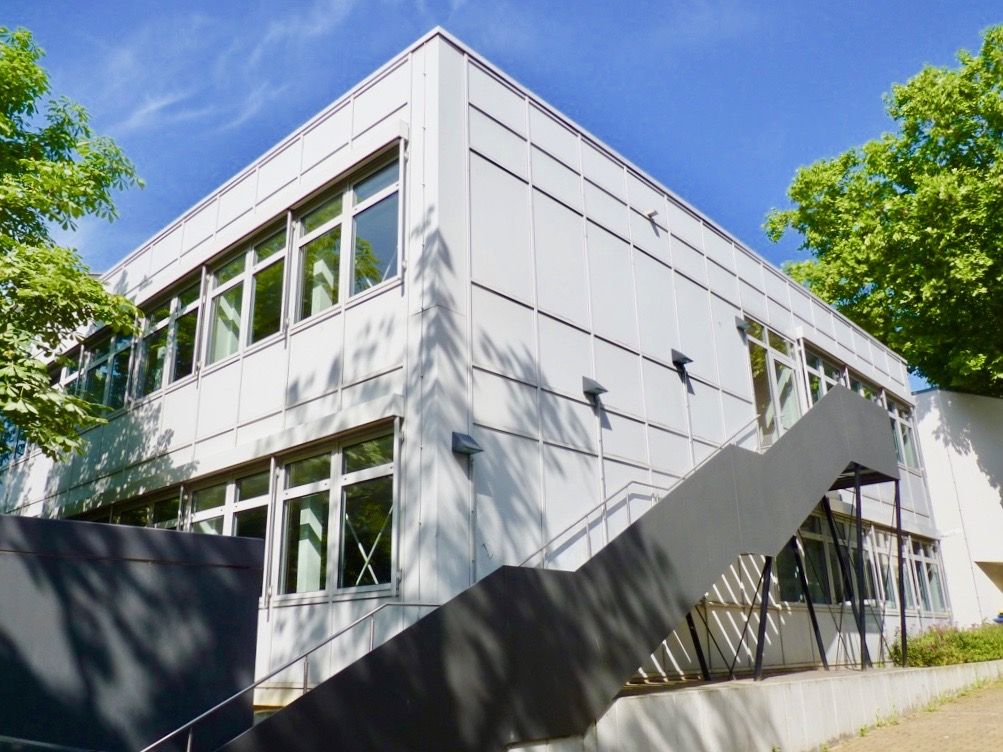
IPI-Bau, 1972 auf dem Areal des früheren Schulgartens mit Teich und Verlandungszone errichtet, damals blau

Der an der Stelle des ehemaligen im Krieg zerstörten Direktoren- und Hausmeister-Gebäudes befindliche behelfsmäßige Pavillon mit zwei Klassenräumen wurde 1971 abgerissen, um Platz für eine Einfeld-Turnhalle zu schaffen, die im Jahr der Münchener Olympiade 1972 eingeweiht wurde; sie kostete 690.000 DM. Der Schulhof wurde durch sie spürbar kleiner. Wegen der hohen Schülerfrequenz reichte die alte Turnhalle im Untergeschoss seit Jahren nicht mehr aus, so dass der Sportunterricht vieler Klassen teilweise umschichtig auch auf öffentlichen Freiplätzen der näheren Umgebung (u. a. im Ostpark und auf dem nahegelegenen Sportplatz Pfungststraße) stattfinden musste. Die Jahrgangsstufen 5/6 erlernten das Schwimmen in der Schwimmhalle der nahe gelegenen Dahlmannschule. Für die rund 1.200 Schüler gab es zu wenig Räume, so dass die 1. Schulstunde von 7:45 Uhr auf einen Beginn um 7:30 Uhr vorverlegt wurde und der vorherige 6-Stunden-Schultag um eine zusätzliche 7. Schulstunde verlängert wurde. Das den besorgten Schülern anfänglich gegebene Versprechen, keine Klasse werde tatsächlich einen vollen 7-Stunden-Tag haben, konnte bald nicht mehr gehalten werden. Zudem wurde für die Oberstufe der Nachmittagsunterricht eingeführt, um weitere Entlastung zu bringen. Gleichzeitig wurde der Schulhof insofern verkleinert, als an der Brüder-Grimm-Straße auf dem Areal des ehemaligen Schulgartens ein Erweiterungsbau errichtet wurde, der so genannte IPI-Bau, ein außen blaues Leichtbau-Konstrukt mit silberfarbener Leistenschalung, das innen zur Stabilisierung mit verschraubten Stahlstreben versehen war, die über Kreuz vor den Fenstern der Unterrichtsräume positioniert waren. Das Blau bezog sich auf die seit 1912 tradierte Farbe der Helmholtzschule, das durch ein umlaufendes Stoffband bereits die Schülermützen zierte. Die Wände des IPI-Baus waren so dünn, dass man zum Teil das Geschehen in den Nachbarräumen mitverfolgen konnte, sobald es dort etwas lauter zuging. Harmlose Raufereien unter Schülern führten dazu, dass einzelne Elemente der Zwischenwände durchbrochen wurden und die Schüler in den Nebenraum fielen. Einzelne Klassenräume des Gebäudes waren so klein, dass dafür eigens Schulklassen gebildet wurden, die eine Höchstgrenze von 24 Schülern nicht überschreiten durften, während andere um 35 Schüler zählten.
Im Gefolge der 68er-Bewegung waren die 1970er Jahre von Schülerprotesten geprägt, unter anderem hatte sich die Rote Zelle Helmholtz, kurz Rotzhelm, gebildet. Sie rief zu Unterrichtsboykotten auf und löste damit Polizeieinsätze auf dem Schulgelände aus. Erste blutrote Schriftzüge wurden nachts auf den Mauern und Außenwänden der Schule aufgebracht und wurden am Folgetag von allen Schülern und Lehrern als etwas Außergewöhnliches bestaunt und diskutiert. Die Kino-AG (AGF) organisierte nachmittags in der Aula in unregelmäßigen Abständen Filmvorführungen, eine von den Schülern gern genutzte Gelegenheit, preisgünstig nicht mehr ganz aktuelle Kino-Filme anzuschauen.
Im Jahr 1972 war das 60-jährige Jubiläum der Schule, eine Festschrift wurde publiziert. Bei der Jubiläumsfeier agierten der gerade frisch ins Amt als Frankfurter Oberbürgermeister berufene Rudi Arndt, Peter Iden und der hessische Staatsminister für Wirtschaft und Technik, Heinz-Herbert Karry, als Festredner – alle drei ehemalige Helmholtzschüler. Mitte der 1970er Jahre war die Schule Pilotprojekt für die Einführung der reformierten Oberstufe in Hessen, heiß diskutiert und umstritten.
Neben dem Kunstraum in der 3. Etage erhielt die Helmholtzschule als erste Schule Frankfurts ein Sprachlabor. Es bestand aus einer für die damaligen durchschnittlichen Klassengrößen von rund 35 Schülern deutlich zu geringen Anzahl von Arbeitsplätzen ohne Trennwände mit integrierten Tonbandgeräten und Headset sowie einem Lehrerpult, von dem die Lehrkraft die an jedem Arbeitsplatz ausgeführten Sprachübungen mithören und ggf. korrigierend eingreifen konnte. Die Schüler mussten teilweise zu zweit oder gar zu dritt an einem Arbeitsplatz sitzen, außer der Lehrkraft saßen alle mit dem Rücken zum Tageslicht. Nach zahllosen technischen Problemen (Bandsalat), an denen die Schüler nicht ganz unschuldig waren, wurde das Sprachlabor nach einigen Jahren wieder demontiert.
Ski-Freizeiten der Jahrgangsstufe 9 führten in das Ferienhaus der Stadt Frankfurt am Main nach Spitzingsee in Oberbayern. In der Jahrgangsstufe 10 reisten die Klassen wahlweise z. B. nach Paris, London oder Rom.
Im Jahr 1987 wurde das 75-jährige Bestehen der Helmholtzschule begangen, eine Festschrift wurde veröffentlicht.

### 1987 bis heute

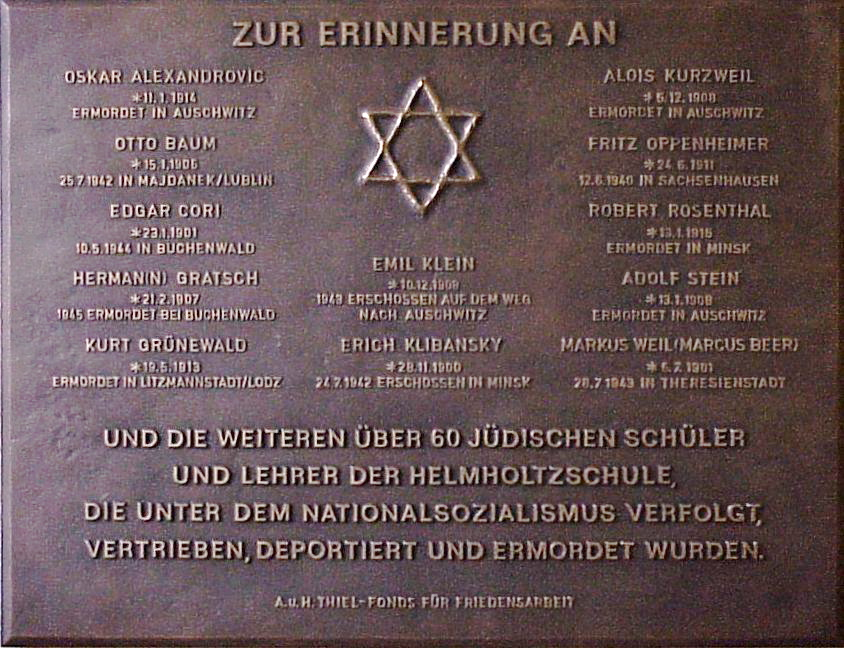
Gedenktafel für mehr als 70 während des Dritten Reiches verfolgte, vertriebene, deportierte und ermordete jüdische Schüler und Lehrer der Helmholtzschule

Seit 1995 sorgt ein eigenes Schülerradio in den großen Pausen für Entspannung. Der mit Asbest verseuchte IPI-Bau wurde 1996 saniert. Am 10. November 1999 wurde zum Gedenken an die ermordeten jüdischen Schüler und Lehrer während der Zeit des Nationalsozialismus im Rahmen einer Feierstunde eine vom Anneliese-und-Hans-Thiel-Fonds für Friedensarbeit gestiftete Bronzetafel im Foyer der Schule aufgehängt. In einem Pilotprojekt war die Helmholtzschule 2001/02 Partner des GreenLight-Programms der Europäischen Kommission. Unterschiedliche Beleuchtungskonzepte wurden installiert und evaluiert. Die Ergebnisse dienten der Stadt als Basis für weitere Sanierungsmaßnahmen in öffentlichen Schulen. Im Jahr 2004 wurde in der Helmholtzschule ein Beratungs- und Seelsorge-Raum eingerichtet, als erste Einrichtung dieser Art in Frankfurt am Main, in der den Schülern bei Bedarf eine Pfarrerin für vertrauliche Gespräche zur Verfügung steht.
Im Herbst 2007 begann mit dem Abriss der alten Toiletten und deren Neubau auch die Planung und Bauphase eines zweistöckigen Erweiterungsgebäudes. Dieses wurde entgegen früheren Planungen in der Fluchtlinie des IPI-Baus realisiert. Dort wurden 2009/10 eine Cafeteria, eine Bücherei und zwei Klassenräume eingerichtet, die Eröffnung war am 10. September 2010. Die Bauphase brachte für die Schulleitung, das Lehrerkollegium, den Hausmeister und die Schüler eine relativ lange Zeitspanne erheblicher Beeinträchtigungen mit sich, die bei den Schülern zu öffentlichen Protesten (Mai 2009) führte. Durch den Erweiterungsbau büßte der Schulhof dauerhaft einen erheblichen Teil seiner Freifläche ein. Im September 2011 wurde das Schulgelände von einer bundesweit beachteten Schädlingsplage heimgesucht, die bei rund 200 Schülern zu allergischen Reaktionen (Raupendermatitis) und zu einer temporären Schulschließung führte. Ursache des Problems war der Eichen-Prozessionsspinner. Im Herbst 2011 gab es einen Relaunch der schulischen Webpräsenz, allerdings fehlen noch viele Inhalte. Immerhin bietet der Download-Bereich zurückliegende Ausgaben des seit 1970 erscheinenden Periodikums Helmholtz-Info. Im Jahr 2012 beging die Schule ihr 100. Jubiläum (Einweihung: 16. April 1912), zu dem eine Festschrift publiziert wurde.

## Außerschulische Nutzung

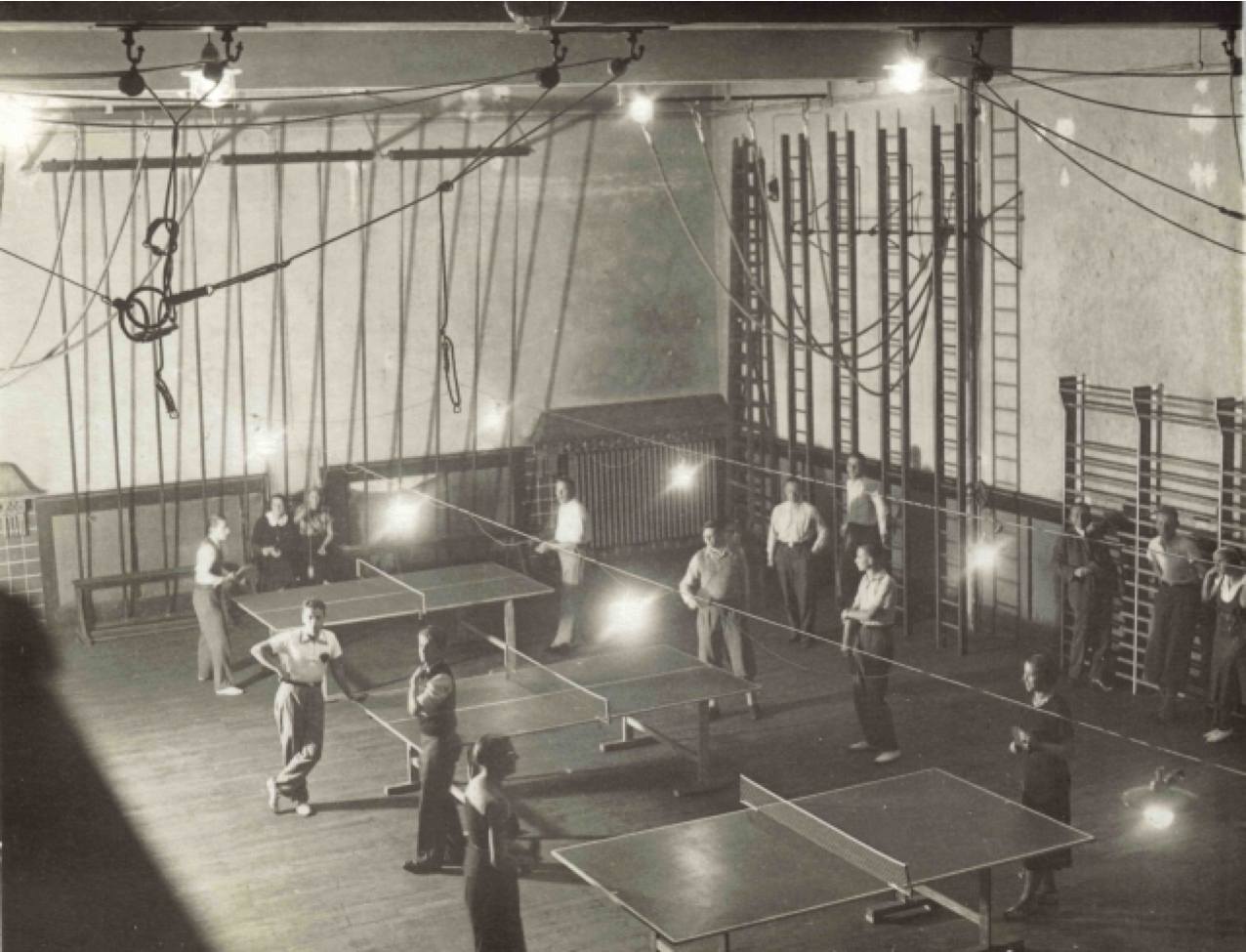
Foto vom 28. September 1928: Tischtennis-Training von Eintracht Frankfurt in der Turnhalle der Helmholtzschule

Wie die meisten Schulturnhallen wurden und werden die Hallen der Helmholtzschule in den Abendstunden von Vereinen genutzt. In der alten Turnhalle im Untergeschoss der Schule trainierte Ende der 1920er Jahre beispielsweise die Tischtennisabteilung von Eintracht Frankfurt, in der neuen Halle aktuell unter anderen die Indoor-Soccer-Gruppe des Turnvereins Seckbach 1875.

## Direktoren
- 1912–1930: Bruno Eggert[44]
- 1930–1935: Georg Wallhäuser
- 1935–1945: Theodor Zeiger
- 1946–1947: Julius Wagner
- 1947–1950: Wilhelm Steitz
- 1950–1969: Gerhard Röhl
- 1970–1985: Hans Thiel
- 1986–1999: Klaus Schäfer
- 2000–2012: Volker Dorsch
- seit 2012: Gerrit Ulmke

## Bekannte Lehrer
- Julius Wagner (1886–1970) – Lehrer (Erdkunde, Chemie)
- Erich Grube (1890–1952) – Lehrer (Kunst), Künstler
- Herbert Hess (1933–2015) – Lehrer (Musik, Geschichte, vertretungsweise Englisch), Jazz-Musiker
- Vollrad Kutscher (* 1945) – Lehrer (Kunst), Installationskünstler, Hochschuldozent
- Eckhard Nordhofen (* 1945) – Lehrer (Religion), Hochschuldozent, Philosoph, Autor
- Cornelia-Katrin von Plottnitz (* 1943) – Lehrerin (Englisch, Deutsch), Stadträtin in Frankfurt am Main

## Bekannte Schüler
→ Siehe: Liste ehemaliger Schüler der Helmholtzschule Frankfurt am Main

## Verein ehemaliger Helmholtzschüler
1925 wurde der Verein ehemaliger Schüler der Helmholtz-Oberrealschule gegründet und ins Vereinsregister eingetragen. Zu dieser Zeit werden bereits rund 160 Mitglieder verzeichnet. Sporadisch erschien eine eigene Zeitung, es wurden Stammtische, Vorträge, Ausflüge und Bälle veranstaltet. Im Jahr 1952, anlässlich des 40-jährigen Bestehens der Schule, erfolgte die Umfirmierung in Verein ehemaliger Helmholtzschüler (VEH). In den 1950er und 1960er Jahren wurden gemeinsame Busfahrten bis nach Brüssel und Paris durchgeführt. Darüber hinaus werden weiterhin Bälle und Wanderungen, aber auch Jazz-Festivals organisiert, später Podiumsdiskussionen und Orientierungsfahrten. Seit den 1980er Jahren agiert der VEH auch als Mitveranstalter schulischer Events in Erscheinung. Seit dem Jahr 1981 wird das Periodikum VEH-Informationen für Mitglieder quartalsweise veröffentlicht und an die Mitglieder versandt, seit einiger Zeit steht es auch online als PDF-Datei zum Abruf bereit. Zudem gibt der VEH seit dem Jahr 1988 eine Schriftenreihe heraus.
Der VEH sieht seine Aufgabe darin, ehemalige Mitschüler, die sich im Lauf der Jahre bzw. Jahrzehnte aus den Augen verloren haben, wieder zusammenzuführen. In diesem Kontext wird Data-Mining betrieben, um Adressen bei Klassen-, Abitur- und Jahrgangstreffen zur Verfügung stellen zu können. Darüber hinaus initiiert der VEH (meist projektbezogene) Geld- und Sachspenden an die Schule, seit 1992 in Kooperation mit dem Förderverein. Veranstaltungen finden oft in Zusammenarbeit mit der Schule statt, teilweise unter Beteiligung des Chores der Ehemaligen Helmholtzschüler. Die VEH-Informationen für Mitglieder werden auch bei der Stadt- und Universitätsbibliothek gesammelt. Aktuell hat der VEH rund 280 Mitglieder, bei StayFriends haben sich rund 1.700 ehemalige Helmholtzschüler registriert, teils ganze Abiturjahrgänge – viele hunderte mit Portrait- und Klassenfotos.

## Verein der Freunde und Förderer der Helmholtzschule
Der Verein der Freunde und Förderer der Helmholtzschule (VFFH) wurde 1992 zunächst in Personalunion mit dem Verein ehemaliger Helmholtzschüler gegründet. Zehn Jahre später löste er sich vom VEH und wurde seitdem von Eltern weitergeführt. Ziel des Fördervereins ist die ideelle und finanzielle Unterstützung von Bildung und Erziehung durch eine Optimierung der Rahmenbedingungen, welche die Qualität des Unterrichts und der übrigen Angebote der Schule beeinflussen. Dazu zählen unter anderem Investitionen, die der Schulträger nicht leistet, aber auch ein Support von Betreuungsmaßnahmen, Arbeitsgemeinschaften, Veranstaltungen. Dazu versucht der Förderverein, Eltern für eine aktive Mitarbeit zu motivieren. Als Fundraising dienen neben den erhobenen Mitgliedsbeiträgen die Einnahmen des Schülercafés und eine jährlich durchgeführte Elternspende. Darüber hinaus fließen über die Justizkasse Geldbußen aus Gerichtsbeschlüssen zu.